# Провулок Сулеймана Стальського
Прову́лок Сулейма́на Ста́льського — зниклий провулок, що існував у Дарницькому районі (нині — територія Дніпровського району) міста Києва, місцевість Воскресенська слобідка. Пролягав від Райдужної вулиці до тодішнього бульвару Перова (нині Воскресенський проспект).

## Історія
Виник у 1-й половині XX століття під назвою Нова вулиця. Назву провулок Стальського отримав 1958 року, на честь лезгинського радянського поета-ашуга Сулеймана Стальського. Пізніше назва була уточнена на провулок Сулеймана Стальського.
Ліквідований наприкінці 1970-х — на початку 1980-х років у зв'язку зі знесенням старої забудови Воскресенської слобідки та частковим переплануванням місцевості.
У 1955—1957 роках назву провулок Стальського мала нинішня вулиця Сулеймана Стальського (первісна назва — (2-га) Броварська вулиця).